# Taraiš

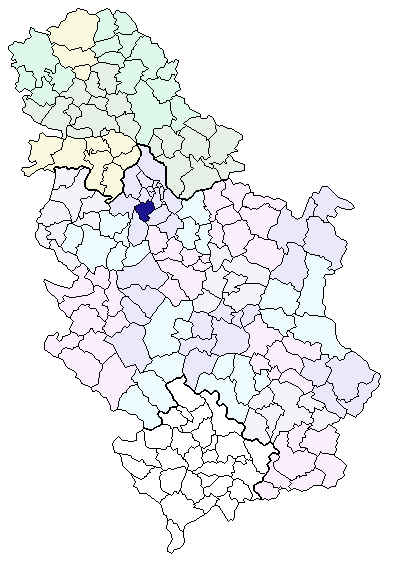
Situation de la municipalité de Barajevo en Serbie

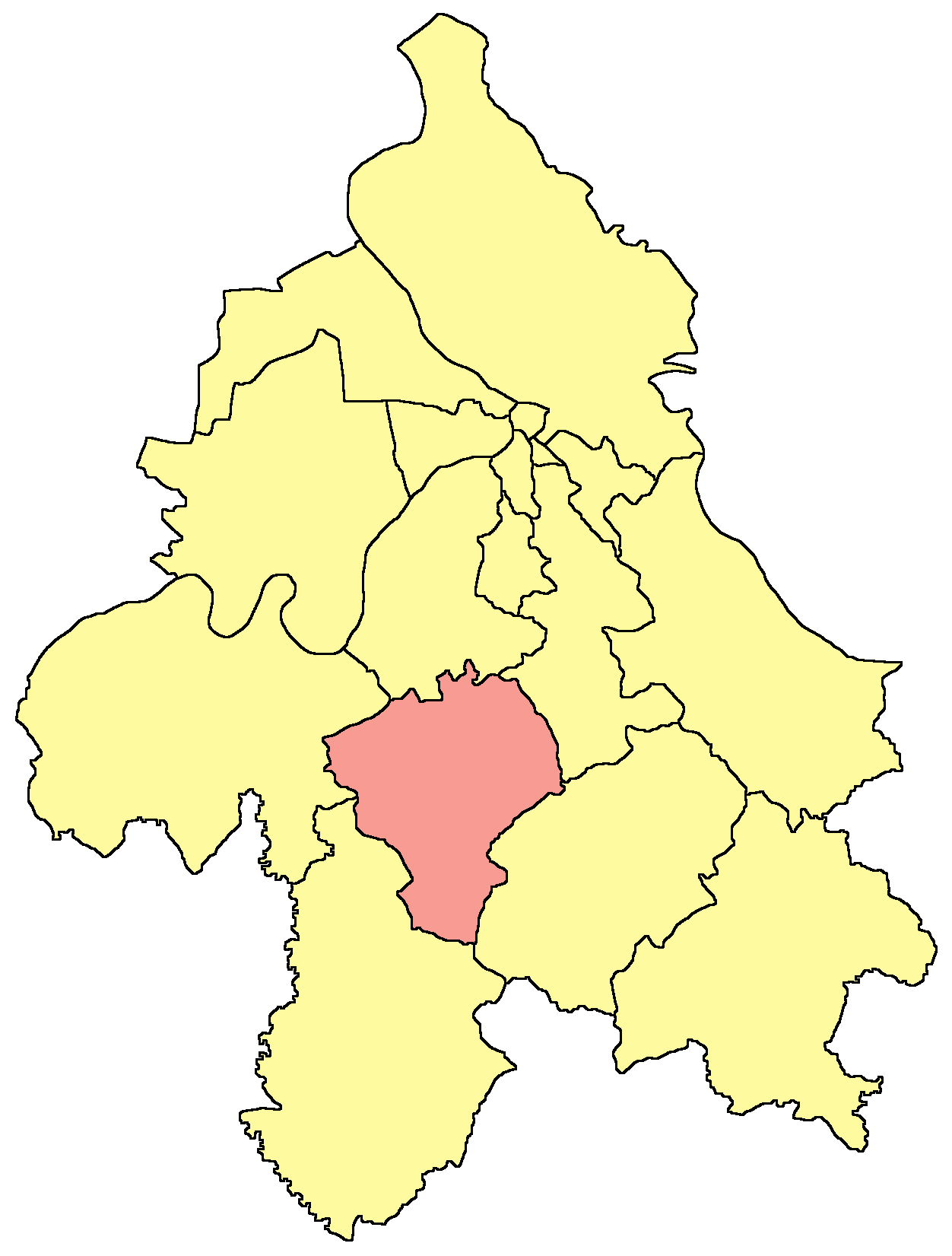
Situation de la municipalité de Barajevo dans le district de Belgrade

Taraiš, en serbe cyrillique Тараиш, est un faubourg de Belgrade, la capitale de la Serbie. Il est situé dans la municipalité de Barajevo, district de Belgrade.
Taraiš est né de l'extension de la localité de Vranić. Il est connu également sous le nom de Tarajiš et deux villages portent ce même nom, situés à proximité l'un de l'autre.